# Kassandane
Kassandane (* vor 567 v. Chr.; † März 537 v. Chr.) war die Gattin des persischen Königs Kyros II.

## Leben
Kassandane war die Tochter des Achämeniden Pharnaspes und Schwester des Otanes. Sie heiratete Kyros II. und hatte mit ihm zwei Söhne und vermutlich drei Töchter: Kambyses II., Bardiya sowie Atossa, eine nicht mit Namen bezeichnete Tochter und vermutlich Artystone. Kyros II. empfand eine so tiefe Liebe zu seiner Gemahlin, dass er nach ihrem Tod alle Untertanen zur Abhaltung von Trauerfeierlichkeiten ermahnte. Nach der Nabonaid-Chronik wurde in Babylon wegen des „Todes der Gattin des Königs“ (gemeint ist wohl Kassandane) vom 29. März bis 4. April 537 v. Chr. eine Staatstrauer verordnet.